# Календарь святых
Календарь святых — это традиционный христианский метод организации литургического года, связывающий каждый день с одним или несколькими Святыми и называющий день праздником или празднеством указанного Святого. Слово «праздник» в этом контексте означает не «большую трапезу, как правило, праздничную», а «ежегодное религиозное торжество, день, посвященный определенному святому».
Эта система возникла из раннего христианского обычая ежегодно поминать каждого мученика в день его смерти, рождения на небесах, дату, которая поэтому на латыни называется dies natalis («день рождения») мученика. В Восточной Православной Церкви календарь святых называется Месяцесловом. «Месяцеслов» может также означать набор икон, на которых святые изображены в порядке дат их праздников, часто выполненных на двух панелях.